# آندره گومس (بازیکن فوتبال، زاده ۲۰۰۴)
آندره گومس (انگلیسی: André Gomes؛ زادهٔ ۲۰ اکتبر ۲۰۰۴) بازیکن فوتبال است.
وی همچنین در تیم‌های ملی فوتبال زیر ۱۵ سال پرتغال، زیر ۱۶ سال پرتغال، زیر ۱۸ سال پرتغال، و زیر ۱۹ سال پرتغال بازی کرده است.